# Samuel Casal
Samuel Casal (Caxias do Sul, 1974) é um quadrinista e ilustrador brasileiro. Como ilustrador, colaborou com diversas revistas brasileiras, entre elas Caros Amigos, Você S/A, Macmania, Mundo Estranho, Superinteressante, Viagem & Turismo, Florense, Le Monde Diplomatique, Exame, Tam Magazine e Quatro Rodas.
Seus trabalhos como quadrinista incluem Prontuário 666 (em coautoria com Adriana Brunstein), um prequel do filme Encarnação do Demônio, sobre os anos em que o personagem Zé do Caixão esteve preso . Para ambientar a história, Casal se baseou no documentário O prisioneiro da grade de ferro, de Paulo Sacramento.
Também foi um dos autores reunidos na coletânea Dez na área, um na banheira e ninguém no gol (Via Lettera Editora, 2009).

## Principais obras

### Quadrinhos
- Front nº 8, 9, 10, 11, 12 e 14 (Via Lettera)
- Dez na área, um na banheira e ninguém no gol (Via Lettera)
- Ragú 5 e 6
- Domínio Público Nacional e Internacional (Ragú Livros)
- Revista ExAbrupto (Argentina/França)
- Revista Sudamerika nº 1 (Argentina/Chile/Bolívia)
- Revista Crash (Bolívia)
- Especial Contos Bizarros - Revista Superinteressante
- Tiras para o caderno Folhateen (Folha de S.Paulo)
- Prontuário 666: os anos de cárcere de Zé do Caixão (120p, 2008)(ISBN # 9788576163107)

### Ilustrações para livros e revistas
- Dia de Muertos (Inrevés/Espanha)
- NSLM 11 (Gráfica Radiante/Espanha)
- NSLM 13 (Gráfica Radiante/Espanha)
- A Soma de Tudo - Parte 2 (Lourenço Mutarelli)
- O Pequeno Grande Senna (Lemyr Martins/Panda Books)
- Histórias de Fantasia e Mistério (Coleção o Prazer da Prosa/Scipione)
- Os Estranhos Anões-Gigantes (Lauro Elme/SM)
- POE Ilustrated Tales (Die Gestalten/Alemanha)